# Ceraspis convexicollis
Ceraspis convexicollis är en skalbaggsart som beskrevs av Frey 1969. Ceraspis convexicollis ingår i släktet Ceraspis och familjen Melolonthidae. Inga underarter finns listade i Catalogue of Life.